# Baldellia repens
Baldellia repens é uma espécie de planta com flor pertencente à família Alismataceae. 
A autoridade científica da espécie é (Lam.) Lawalrée, tendo sido publicada em Bull. Jard. Bot. État 29: 7 (1959).

## Portugal
Trata-se de uma espécie presente no território português, nomeadamente os seguintes táxones infraespecíficos:
- Baldellia repens subsp. baetica - presente em Portugal Continental. Em termos de naturalidade é nativa da região atrás referida. Não se encontra protegida por legislação portuguesa ou da Comunidade Europeia.